# Matthias Klages
Matthias Klages (* 24. März 1959 in Lüneburg) ist ein deutscher Synchronsprecher, Hörspielsprecher, Dokumentationssprecher und Fotograf.

## Leben
Nach Abitur und Zivildienst siedelte er 1980 nach West-Berlin über. Dort durchlief er eine Ausbildung am Schauspielstudio Edith Hildebrandt und bei der ehemaligen deutschen Schauspielerin Erika Dannhoff. Seit 1984 arbeitet er als Sprecher in den Bereichen Synchron, Dokumentation, Hörspiel, Videospiel, E-Learning und Werbung. Größere Bekanntheit erlangte er vor allem als deutsche Stimme von Thomas Gibson in Chicago Hope – Endstation Hoffnung und Robert Glenister in Hustle – Unehrlich währt am längsten.
Als autodidaktischer Fotograf arbeitet er ausschließlich analog an verschiedenen freien Projekten, die er zu Serien zusammenfasst. Er arbeitet überwiegend in Schwarz-Weiß, sowohl im Kleinbild als auch im Mittelformat. Bevorzugte Genres sind Street Photography, Architektur und Porträt.

## Synchronrollen (Auswahl)
Crispin Glover
- 1990: Wild at Heart – Die Geschichte von Sailor und Lula als Dell
- 1993: Gilbert Grape – Irgendwo in Iowa als Bobby Mc Burney

Christopher Stollery
- 1994: Die fliegenden Ärzte als Johnno Johnson
- 2003: The Rage in Placid Lake als Joel

Kim Coates
- 2017: Godless als Ed Logan
- 2017–2018: Ghost Wars als Billy McGrath

David Thewlis
- 1995: Restoration – Zeit der Sinnlichkeit als John Pearce
- 1996: DNA – Die Insel des Dr. Moreau als Edward Douglas
- 2005: Alle Kinder dieser Welt als Jonathan

### Filme (Auswahl)
- 1980: Tom Smothers in Daddy dreht durch als Timothy Westerby
- 1981: Robert Hays in Das Fort der Hoffnung als Bret Harte
- 1988: Michael Falch in Mord im Paradies als Reporter John Larsen
- 1989: Jean-Philippe Écoffey in Wald der Gerechtigkeit als Lionel
- 1989: Yvan Attal in Eine Welt ohne Mitleid als Halpern
- 1989: Cary Elwes in Glory als Maj. Cabot Forbes
- 1990: Marino Cenna in Allen geht’s gut als Canio
- 1992: Wesley Snipes in Waterdance als Raymond Hill
- 1994: Nick Cassavetes in Twogether als Wolfgang Amadeus „John“ Madler
- 1998: Simon Kunz in Ein Zwilling kommt selten allein als Martin
- 1998: C. Thomas Howell in Fellows – Auf Leben und Tod als Evan
- 2008: Zinedine Soualem in Willkommen bei den Sch’tis als Momo
- 2009: Manuel Morón in Cell 211 als Ernesto Almansa
- 2011: Tim McInnerny in Save Angel Hope als Ralph Backman
- 2013: Tony Bentley in 12 Years a Slave als Mr. Moon
- 2014: Robert Bryan Davis in 96 Hours – Taken 3 als Clerk
- 2016: Jim Klock in Lügenspiel als Leblanc
- 2020: Mike Sells in Nomadland als Mike
- 2021: Adam Neill in Der Mauretanier als Whit Cobb
- 2023: Scott Menville in Der Super Mario Bros. Film als Koopa-General

### Fernsehserien (Auswahl)
- 1988–1990: California Clan – Leigh McCloskey als Dr. Zack Kelton
- 1992: Krieg der Welten – Philip Akin als Norton Drake
- 1993: Die kleine Prinzessin Sara – Hideyuki Tanaka als Ram Dass
- 1995: Z wie Zorro – Kenyuu Horiuchi als Leutnant Gabriel
- 1995–1997, 2000: Chicago Hope – Endstation Hoffnung – Thomas Gibson als Dr. Daniel Nyland
- 1996: FBI – Shelly Novack als Agent Chris Daniels
- 1996–1997: Moloney – Nestor Serrano als Maddy Navarro
- 1999: Extreme Ghostbusters – Rino Romano als Eduardo
- 2003–2004: Digimon Frontier – Kenta Miyake als Dynasmon
- 2005–2006: Tenjo Tenge – Kazuki Yao als Bunshichi Tawara
- 2005–2007: 24 – John Allen Nelson als Walt Cummings
- 2006–2009: Las Vegas – Mitch Longley als Mitch Sassen
- 2007–2012: Hustle – Unehrlich währt am längsten – Robert Glenister als Ash Morgan
- 2010: Gary Unmarried – Rob Riggle als Mitch
- 2010: The Wire – David Costabile als Leitender Redakteur Thomas Klebanow
- 2011–2014: Die Oktonauten – Keith Wickham als Professor Tintling
- 2012–2013: Teenage Mutant Ninja Turtles – Roseanne Barr als Kraang Primus
- 2012–2016: Willkommen in Gravity Falls – Nathan Fillion als Preston Northwest
- 2012–2017: Teenage Mutant Ninja Turtles – Nolan North als Kraang
- 2012–2017: Teenage Mutant Ninja Turtles – Gilbert Gottfried als Kraang Subprimus
- 2013–2015: Falling Skies – Doug Jones als Cochise
- 2013–2017: DreamWorks Dragons – Paul Rugg als Rohling
- 2015–2017: Teenage Mutant Ninja Turtles – Rachel Butera als Kraang Primus
- 2016–2018: The Path – Michael Countryman als John Ridge
- 2016–2018: Voltron: Legendärer Verteidiger – Rhys Darby als Coran
- 2017–2018: Criminal Minds – Damon Gupton als Supervisory Special Agent Stephen Walker
- 2017: Der Wald – Samuel Labarthe als Gaspard Decker
- 2017–2022: Ozark – Michael Mosley als Pastor Mason Young
- 2017–2018: Falling Water – JR Bourne als Tom Dolan
- 2018–2019: Marvel’s Jessica Jones – John Ventimiglia als Detective Eddy Costa
- 2018–2023: Disenchantment – Maurice LaMarche als Odval
- 2018–2019: Get Shorty – Steven Weber als Lawrence Budd (seit Staffel 2, Episode 1)
- 2019: Ninjago – Ian Hanlin als Dan Weißviel
- 2019–2024: Blue Bloods – Crime Scene New York – Steve Schirripa als Anthony Abetemarco (seit Staffel 9, Episode 1)
- 2020: Castlevania – Bill Nighy als Saint Germain
- 2021: Kein Friede den Toten – José Coronado als Teo Aguilar
- seit 2023: Criminal Minds – Joe Mantegna als Supervisory Special Agent David Rossi
- 2023: Future Boy Conan (1978) als Captain Dyce

## Dokumentationen (Auswahl)
- Generation Dschihad, Regie: Albert Knechtel
- Krebs – Eine Biografie: Der Herrscher aller Krankheiten, Regie: Mareike Müller
- Currentzis: Der Klassikrebell, Regie: Christian Berger
- Ein neuer Chopin: Daniil Trifonov & Mikhail Pletnev, Regie: Christian Berger
- Ein Dorf erwacht – Siebenbürgen und der Prinz, Regie: Frieder Schuller
- Joseph Calleja – Hommage an Mario Lanza, Regie: Victor Grandits
- Wir haben es doch erlebt … – Das Ghetto von Riga, Regie: Jürgen Hobrecht
- Europas legendäre Straßen – DOKU (Reihe), arte, Regie: Jeremy József Pierre Fekete
- Im Reich der Spiegel – Auf der Suche nach der japanischen Seele, Regie: Bianca Charamsa
- Bulgariens Bergwelten, Regie: Mirjana Momirović
- Beethovens Neunte: Symphonie für die Welt, Regie: Christian Berger
- Sie nannten sie die „Kinder der Schande“, Regie: Dominik Wessely

## Videospiele (Auswahl)
- Back to the Future als Arthur McFly/George McFly
- Watchdogs als Rushmore
- Assassin’s Creed IV: Black Flag – Freedom Cry als betrunkener Pirat
- Assassin’s Creed Unity als Jaques Roux
- Drakensang: Am Fluss der Zeit als Stadtgardist
- Far Cry 4 als Outsider Male Kyrat 03

## Hörspiele (Auswahl)
- Sigmund Freud – Stimulus, Rolle: Carl Gustav Jung
- Perry Rhodan – Das Paragonkreuz, Rolle: Paragonkreuz
- Perry Rhodan – Brennpunkt Talan, Rolle: Laotse
- Edgar Allan Poe – William Wilson, Rolle: Mister Graham
- Edgar Allan Poe – Die Gestalt des Bösen, Rolle: Graham
- Bibi Blocksberg – Der Hexenschatz, Rolle: Herr Gierig
- Arkadien – Das Hörspiel, Rolle: Apollonio
- DER LORD & DIE ZWEI – Folge 3: Zum Schein streng geheim, Rolle: Micha Keller
- Holy Horror Hörspiele: Dantes Inferno, Rolle: Vergil
- Holy Horror Hörspiele: Die schwarze Katze, Rolle: Willie Gardener
- Holy Klassiker Hörspiele: Ivanhoe, Rolle: Prior Aymer

In der Fantasy-Hörspielreihe „Die letzten Helden“ spricht er die durchgehende Rolle des Kardinals.

## Ausstellungen
- 2013, imago fotokunst, Berlin. Matthias Klages: Fotografien